# 국방연구위원회

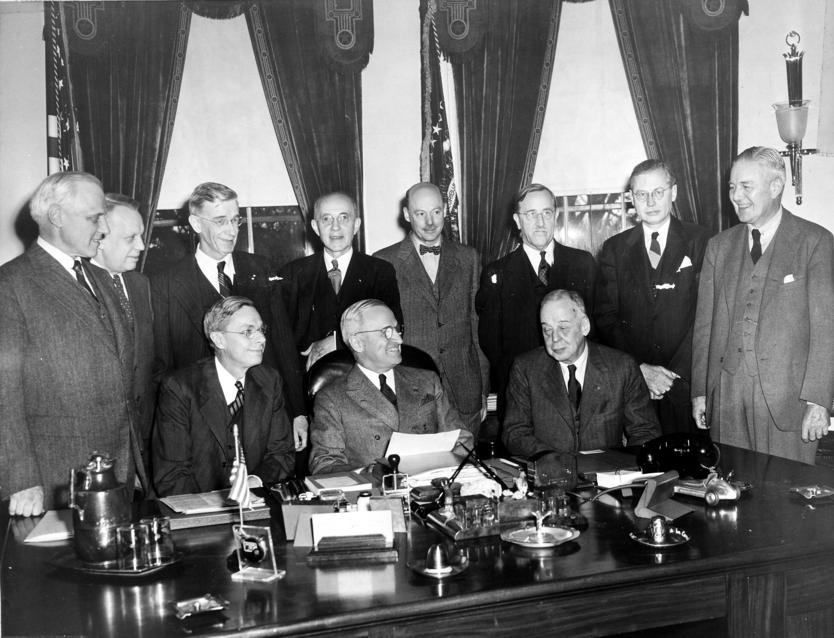

국방연구위원회(國防硏究委員會, National Defense Research Committee; NDRC)는 1940년 6월 27일 미국에서 "전쟁에 관한 기작 및 장치의 개발, 생산, 사용에 관한 문제의 과학적 연구를 조정, 감독, 수행하기 위해" 만든 기관이다. 레이다, 원자폭탄을 비롯해 제2차 세계 대전 당시 가장 중요한 군사과학기술들을 극비리에 연구했다. 1941년 대부분의 업무를 과학연구개발청으로 넘기고 자문기관으로 전환되었으며, 1947년 완전히 해체되었다.